# Frankfurt-Höchst
Höchst er en bydel i Frankfurt am Main. Indtil 1928 var Höchst en selvstændig købstad. 
I Höchst løber floden Nidda ud i Main.
Kemifirmaet Hoechst havde hjemme i Höchst.